# Росен Каптиев
Росен Николов Каптиев е български футболист, нападател, състезател на Дунав (Русе).

## Кратка биография
Роден е на 23 септември 1979 година в село Сатовча, България. Висок е 181 cm и тежи 80 kg.
Юноша на Локомотив (София). Играл е за Шумен, Първа атомна, Локомотив (София), Пирин (Благоевград), Рилски спортист, Миньор (Перник), Птолемаида Лигниторихи (Гърция), Вардар (Скопие, Северна Македония) и в Китай. От пролетта на 2007 г. играе за Спартак (Варна). В А група има 90 мача и 16 гола. Полуфиналист за купата на страната през 2004 г. с Локомотив (Сф). Бронзов медалист на Северна Македония през 2006 г. с Вардар. Има 10 мача и 3 гола за младежкия национален отбор. От 2007 до зимата на 2008 е в Дунав Русе където вкарва 14 гола в 26 мача. Следва период от 1 година подвизаване в долните дивизии на Гръцкото първенство с отбора на Анагениси. През януари 2009 г. се завръща в Дунав и се превръща в основен реализатор на отбора. Отбелязва 6 гола в 12 мача и отново печели симпатиите на феновете. През август отбора на Дунав Русе се разпада и напуска клуба. Около месец тренира с отбора на Локомотив (София). Има оферта от Академик (София), но в крайна сметка подписва с Лудогорец Разград.

## Статистика по сезони
- Шумен – 1998/ес. - А група, 2/0
- Първа атомна – 1998/99 – В група, 15/6
- Локомотив (Сф) – 1999/00 – А група, 12/3
- Пирин (Бл) – 2000/01 – Б група, 26/9
- Рилски спортист – 2001/ес. - Б група, 9/3
- Локомотив (Сф) – 2002/пр. - А група, 20/4
- Локомотив (Сф) – 2002/03 – А група, 19/5
- Локомотив (Сф) – 2003/04 – А група, 30/6
- Локомотив (Сф) – 2004/ес. - А група, 7/3
- Птолемаида – 2004/05 – C'Етники Категория, 21/9
- Китай – 2005/ес. - Китайска Суперлига
- Вардар – 2006/пр. - Македонска Първа Лига, 12/3
- Миньор (Пк) – 2006/ес. - Западна Б група, 10/3
- Спартак (Вн) – 2007/пр. - А група, 11/3
- Дунав Русе – 2007 – 2008/пр.-Източна Б група, 26/16
- Лудогорец Разград – 2010/2011 - Източна Б група, 7/2